# کیک قطره‌ای
کیک قطره باران (به ژاپنی: 水信玄餅 mizu shingen mochi) یکی از انواع واگاشی (شیرینی ژاپنی) است. این دسر ظاهر یک قطره باران را تداعی می‌کند.
این دسر با آب و آگار تهیه شده و معمولا با آرد بو داده سویا و نوعی شربت ژاپنی یا شربت شکر قهوه‌ای خورده می‌شود.

## ظاهر
این دسر از آب معدنی و پودر آگار درست شده و بنابراین فاقد کالری است. در نمونه‌ی نخستین آن، از آب استخراج شده از کوه کایکوما در کوهستان‌های آکایشی ژاپن استفاده شده بود که با طعمی نسبتا شیرین توصیف می‌شود. آگار به دست آمده از جلبک دریایی به عنوان جایگزینی گیاهی برای ژلاتین استفاده می‌شود. پس از تحت حرارت قرار گرفتن، مخلوط آب و آگار در قالب ریخته شده و می‌بندد. سپس کیک خارج شده از قالب با کیناکو و شربتی به اسم کورومیتسو سرو می‌شود.
کیک ظاهر یک قطره باران شفاف را تداعی می‌کند گرچه به ایمپلنت سینه و عروس دریایی نیز تشبیه شده است. کیک فورا در دهان ذوب می‌شود و باید به سرعت خورده شود، وگرنه آب شده و شروع به تبخیر می‌کند.